# Adelina Gutiérrez
Adelina Gutiérrez   (Santiago de Xile, 27 de maig de 1925 - Santiago de Xile, 11 d'abril de 2015), més coneguda pel seu cognom de casada: Adelina Gutiérrez-Moreno, va ser una professora, científica i acadèmica xilena, pionera de l'astrofísica al seu país. Va ser la primera xilena a obtenir el doctorat en astrofísica i la primera dona a integrar-se a l'Acadèmia Xilena de Ciències.
Filla de Ramón Gutiérrez i Carmen Alonso, va estudiar al Liceu María Auxiliadora de Santiago, on va acabar els estudis secundaris el 1942. A continuació va ingressar a la carrera de Pedagogia en Física i Matemàtica a l'Institut Pedagògic de la Universitat de Xile, on es va titular de professora d'Estat el 1948. Durant el seu pas per la universitat va conèixer el científic Hugo Moreno León, amb qui va contreure matrimoni el 1951 i va tenir tres fills.
Va començar a exercir com a professora de ciències en el Liceu Darío Salas i en la Facultat de Ciències Físiques i Matemàtiques (FCFM) de la Universitat de Xile, on a partir de l'1 de juny de 1949 va treballar a l'Observatori Astronòmic Nacional de Xile. En aquest observatori es va dedicar inicialment a reduir les dades astronòmiques obtingudes per altres científics, per després desenvolupar-se en el camp de la fotometria fotoelèctrica d'estels australs, tema que va abordar en nombroses publicacions. També va exercir com a acadèmica a la FCFM.
A la fi de la dècada de 1950 va viatjar als Estats Units per realitzar un doctorat en astrofísica, que va obtenir el juny de 1964 a la Universitat d'Indiana Bloomington, i va ser la primera xilena a aconseguir aquest grau acadèmic. Al seu retorn a Xile va ser promotora i fundadora, amb el seu cònjuge i amb Claudio Anguita, de la llicenciatura en Astronomia (a partir de 1965), en la qual va exercir com a cap d'estudis, i posteriorment del màster en Astronomia (a partir de 1976), ambdues a la Universitat de Xile.
El 1967 va començar a treballar juntament amb Hugo Moreno en l'Observatori Inter-Americà del Cerro Tololo, acabat d'inaugurar. Aquest mateix any va ser nomenada membre de nombre de l'Acadèmia Xilena de Ciències de l'Institut de Xile, i va ser la primera dona i la primera astrònoma a ingressar en aquest selecte grup de científics.
Va ser nomenada acadèmica de jornada completa a la Universitat de Xile l'1 de gener de 1974, on va continuar fent classes fins a la seva jubilació el 30 de desembre de 1987. No obstant això, el 1990 va tornar com a acadèmica de jornada parcial en aquest centre, fins a la seva retirada definitiva el 30 de juny de 1998. Va enviduar l'any 2000.

## Obres
- Determinaciones astronómicas realizadas con teodolito (1953)
- Observando los astros: desarrollo de las técnicas de astrofísica (1978)
- El sol (1978)
- Astrofísica general (1980), junto a Hugo Moreno.